# Jo Ann Harris
Jo Ann Harris est une actrice américaine née le 27 mai 1949 à Los Angeles en Californie (États-Unis).

## Filmographie

### Au cinéma
- 1968 : Maryjane (en) de Maury Dexter : Jo Ann
- 1969 : Le Piège à pédales : Leslie Devlin
- 1971 : The Sporting Club (en) : Lu
- 1971 : Les Proies : Carol
- 1974 : À cause d'un assassinat : Chrissy
- 1974 : Act of Vengeance (en) : Linda
- 1978 : American Hot Wax
- 1979 : Beyond Death Door
- 1980 : Xanadu : Une chanteuse des années 40
- 1982 : Deadly Games (en) : Clarissa Jane Louise « Keegan » Lawrence
- 1983 : Teenage Tease
- 1988 : Oliver et Compagnie : Voix additionnelles
- 1992 : Caged Fear (ru) : Aussi grosse qu'une maison
- 1992 : Newsies : La mère de Patrick

### À la télévision
- 1968 : Dragnet 1967 (en) (1 épisode) : Jo-Elle Murphy
- 1969 : Auto-patrouille (Adam-12) (1 épisode) : Susan Baker
- 1969 : Gunsmoke (1 épisode) : Ellie
- 1969 : Le Grand Chaparral (1 épisode) : Anna Croswell
- 1969-1972 : La Nouvelle Équipe (2 épisodes) : Sally et Sue Fielding
- 1970-1971 : Le Virginien (2 épisodes) : Mary Ann Travers et Amanda Benson
- 1970-1972 : Médecins d'aujourd'hui (2 épisodes) : Ellen Farley et Dana
- 1971 : Ah ! Quelle famille (1 épisode) : Lynn Mitchell
- 1971 : Cat Ballou : Cat Ballou
- 1972 : Michael O'Hara the Fourth : « Mike » O'Hara IV
- 1972 : Disney Parade (2 épisodes) : « Mike » O'Hara IV
- 1972 : The Bold Ones: The New Doctors (1 épisode) : Danielle
- 1972 : Banyon (en) (1 épisode) : Sally Overman
- 1972-1973 : Les Rues de San Francisco (2 épisodes) : Lita Brewer et Connie
- 1973 : Gaspard et les Fantômes : Tina (voix)
- 1973 : Sur la piste du crime (2 épisodes) : Mary Ann Linden
- 1974 : Nakia (en) (1 épisode)
- 1974-1978 : Barnaby Jones (3 épisodes) : Lorna Pearson, Lisa Murphy et Ellie Beck
- 1975 : Hawaï police d'État (1 épisode) : Laurie
- 1975 : Le Justicier (1 épisode)
- 1975 : L'aventure est au bout de la route (1 épisode) : Sandy
- 1976 : Le Riche et le Pauvre (2 épisodes) : Gloria Bartley
- 1976 : Bert D'Angelo/Superstar (en) (1 épisode)
- 1976-1977 : Section contre enquête : Officier Kate Manners
- 1977 : Fred Flintstone and Friends (en)
- 1977 : La croisière s'amuse (1 épisode) : Connie Evans
- 1977 : Anna Karenina (en) (1 épisode) : Susan Cord
- 1978 : La Croisière maudite : Judy Haines
- 1978 : L'Île fantastique (1 épisode) : Andrea Chambers
- 1979 : Vegas (1 épisode) : Christy
- 1979 : Le Retour des Mystères de l'Ouest : Carmelita
- 1979 : Detective School (en) (3 épisodes) : Teresa Cleary
- 1979 : B.J. and the Bear (2 épisodes) : Barbara Sue
- 1979 : Sloane, agent spécial (1 épisode) : Joanna
- 1980 : M Station: Hawaii : Karen Holt
- 1983 : Laverne et Shirley (1 épisode) : Jane
- 1984 : The Duck Factory (en) (1 épisode)
- 1989-1992 : Les Simpson (11 épisodes) : Plusieurs personnages (voix)
- 1995 : Chirli-Myrli : Felicia
- 1997 : Tracey Takes On... (1 épisode) : Fawn Loving
- 2008-2010 : State of the Union (8 épisodes) : Candy Cantwell et Terri